# Tebay
Tebay là một ngôi làng và xã gần đường cao tốc M6 ở Cumbria, Anh Quốc. Năm 2001 có 728 người sống trong Tebay.